# Psychocritique
Ne doit pas être confondu avec Critique de la psychanalyse ou Critique littéraire psychanalytique.
La psychocritique est une méthode d'analyse littéraire inspirée de la psychanalyse. Elle a été définie par Charles Mauron, créateur du terme et de la méthode, en 1948.
Parmi ses précurseurs, on compte Alain Costes (psychologue et psychanalyste français, maître de conférences à l'université Paris VIII), puis André Jarry et Anne Clancier.

## La définition de la psychocritique par Charles Mauron
Charles Mauron est un traducteur, essayiste, critique littéraire, poète et romancier français du XXe siècle. Il est notamment à l’origine des principes d’une nouvelle méthode de critique littéraire : la psychocritique, qu’il explique dans un ouvrage qu’il consacre à Racine. 
C’est donc dans Mallarmé l’obscur écrit en 1938 qu’il énonce ses premières découvertes, cependant, personne n’y prêta une réelle attention. Ce n’est que plus tard, que le terme de psychocritique apparaîtra et qu’il proposera sa définition : « isoler et étudier, dans la trame du texte, des structures exprimant la personnalité inconsciente de l’écrivain ». 

En effet, en observant plusieurs textes de Mallarmé, il a remarqué un réseau de métaphores obsédantes qui organisaient donc la biographie de l’auteur. Plus tard, en observant ceux de Racine, il a fait l’hypothèse d’un mythe personnel qui serait propre à chaque écrivain. 
« C’est en 1938 que je constatai la présence, dans plusieurs textes de Mallarmé, d’un réseau de « métaphores obsédantes ». Nul ne parlait alors, en critique littéraire, de réseaux et de thèmes obsédants, expressions maintenant banales. En 1954, et à propos de Racine, je formulai l’hypothèse d’un « mythe personnel » propre à chaque écrivain et objectivement définissable. En ces deux dates, je n’ai cessé d’interroger des textes. Ainsi s’est formée la méthode psychocritique. L’ayant mise à l’épreuve plusieurs années encore, je la tiens aujourd’hui pour un instrument de travail utile. »

Charles Mauron, Des métaphores obsédantes aux mythes personnels, op. cit. , p. 9.
Ainsi, la psychocritique ne s’intéresse pas au contenu dit conscient de l’œuvre mais à l’inconscient de l’auteur qui est présent dans le texte. Il faut par conséquent admettre l’existence d’un inconscient créateur pour comprendre l’essence de cette méthode critique. Pour lui donc, « la psychocritique travaille sur le texte et sur les mots des textes » car « si l’inconscient s’exprime dans les songes et rêveries diurnes, il doit se manifester aussi dans les œuvres littéraires ».
La psychocritique comporte quatre étapes successives : 
- D’abord, la superposition de plusieurs textes d’un même auteur dans le but de repérer des éléments récurrents ;
- Ensuite, le réseau obsédant qui est censé mettre en valeur le « mythe personnel » de l’auteur ;
- Vient donc le mythe personnel qui se traduit par ce qui revient de manière consciente ou non sous la plume de l’auteur ;
- Et, pour finir, la biographie de l’auteur qui, elle, a pour but de contrôler les résultats[4].

Elle se veut donc critique littéraire, scientifique, partielle et non réductrice et a pour but de découvrir les motivations psychologiques inconscientes qu’a rencontrées l’auteur et cela à travers ses écrits.
On peut notamment rattacher cette approche à celle de la critique thématique. 

## Les grands précurseurs

### André Jarry
André Jarry, agrégé et docteur ès Lettres, est né en 1925 et décédé en 2012. Il a été professeur de lycée de 1951 à 1969, puis chercheur au CNRS de 1969 à 1990 et chargé de cours à l'université Paris VII de 1973 à 1986. André Jarry est un spécialiste d'Alfred de Vigny. En effet, il a réalisé de nombreux travaux sur cet auteur : recherches dans des collections privées et dans des fonds d'archives, genèse des textes, stylistique textuelle, psychanalyse textuelle (psychocritique). Il a notamment été vice-président de l’Association des amis d’Alfred de Vigny en 1995 et jusqu'à sa disparition. André Jarry a abordé dans ces mêmes perspectives d’autres auteurs comme Stéphane Mallarmé, Marguerite Duras ou encore Boris Vian.
André Jarry est l'éditeur d'Alfred de Vigny, Œuvres complètes, t.I (Poésie et théâtre), Paris, Gallimard, "Bibliothèque de la Pléiade", 1986 ; il est également l’auteur d’Alfred de Vigny. Étapes et sens du geste littéraire. Lecture psychanalytique, Genève, 2 vol., 1998 et d'Alfred de Vigny, poète, dramaturge, romancier, Paris, Classiques Garnier, 2010.

### Alain Costes
Alain Costes est docteur en psychanalyse ainsi que psychologue clinicien et psychanalyste. Il a été enseignant à Paris V et VII, ainsi qu’à HEC. Il est psychanalyste clinique depuis vingt ans et il travaille sur des textes de psychanalyse depuis plus de trente ans. Il a publié et il publie toujours des études sur Proust, Sartre, Camus et surtout sur Vian. 
Alain Costes a soutenu à Paris VII en 1990 une thèse sous le titre Boris Vian, lecture d'une écriture (approche psychanalytique du désir scriptural vivianesque). Il a également publié un essai en 1973, Albert Camus et la Parole manquante. Il est l'auteur de Lacan : le fourvoiement linguistique, une œuvre de psychanalyse parue en 2003.

### Anne Clancier
Anne Clancier est une psychanalyste et une femme de lettres française née en 1913 et décédée en 2014. Elle a principalement travaillé sur la psychanalyste de l’art et de la littérature. Elle fut membre de la Société Psychanalytique de Paris à partir de 1996 jusqu’à son décès. Elle a soutenu une thèse en 1940 nommée “Quelques manifestations de la mentalité primitive en Limousin.” D’origine sociologique, elle citait régulièrement Durkheim et Lucien Lévy-Bruhl. Anne Clancier s’est spécialisée en psychiatrie et elle a d’abord été médecin assistant dans des hôpitaux psychiatriques en 1948. Elle s’est notamment intéressée à la relation de psychanalyse et littérature qui a fait l’objet de son enseignement à l’Université de Nanterre. S’inspirant de la méthode de Charles Mauron et de sa psychocritique, elle aborde “les fantasmes inconscients des auteurs et leurs mythes personnels.”
Elle invente par la suite le terme de contre-texte pour aborder les réactions du lecteur et l’inconscient de l’auteur. Elle est l’une des premières à aborder la psychocritique et ses travaux sont principalement basés sur la critique littéraire psychanalytique. Elle s’intéresse aux recherches du groupe Littérature personnelle et psychanalyste. Elle codirige des œuvres comme l’ouvrage Autobiographie, journal intime et psychanalyse. En 1986, elle participe à l’article sur Jean Tardieu paru dans la revue Europe et en 1991, c’est dans Cahiers de l’Herne qu’elle contribue avec un article nommé Jean Tardieu et la psychanalyse. 